# Brent Hanley
Pour les articles homonymes, voir Hanley (homonymie).
Brent Hanley est un scénariste américain, né le 21 août 1970 à Dallas.

## Filmographie

### Cinéma
Scénariste
- 2001 : Emprise

### Télévision
Scénariste
- 2006 : Les Maîtres de l'horreur (épisode Une famille recomposée)

## Distinctions
Récompenses
- Prix Bram Stoker :
  - Meilleur scénario 2003 (Emprise)
- Fangoria Chainsaw Award :
  - Meilleur scénario 2003 (Emprise)

Nominations
- Saturn Award :
  - Saturn Award du meilleur scénario 2003 (Emprise)
- Online Film Critics Society Award :
  - Meilleur scénario original 2003  (Emprise)